# San Miguel de Waldo
San Miguel de Waldo är en ort i Mexiko.   Den ligger i kommunen Bustamante och delstaten Tamaulipas, i den centrala delen av landet, 400 km norr om huvudstaden Mexico City. San Miguel de Waldo ligger 1 207 meter över havet och antalet invånare är 236.
Terrängen runt San Miguel de Waldo är kuperad åt sydost, men åt nordväst är den bergig. San Miguel de Waldo ligger nere i en dal som går i nord-sydlig riktning. Runt San Miguel de Waldo är det mycket glesbefolkat, med 2 invånare per kvadratkilometer. Närmaste större samhälle är Verdolaga, 16,2 km sydväst om San Miguel de Waldo. I omgivningarna runt San Miguel de Waldo växer huvudsakligen savannskog.